# Княжество

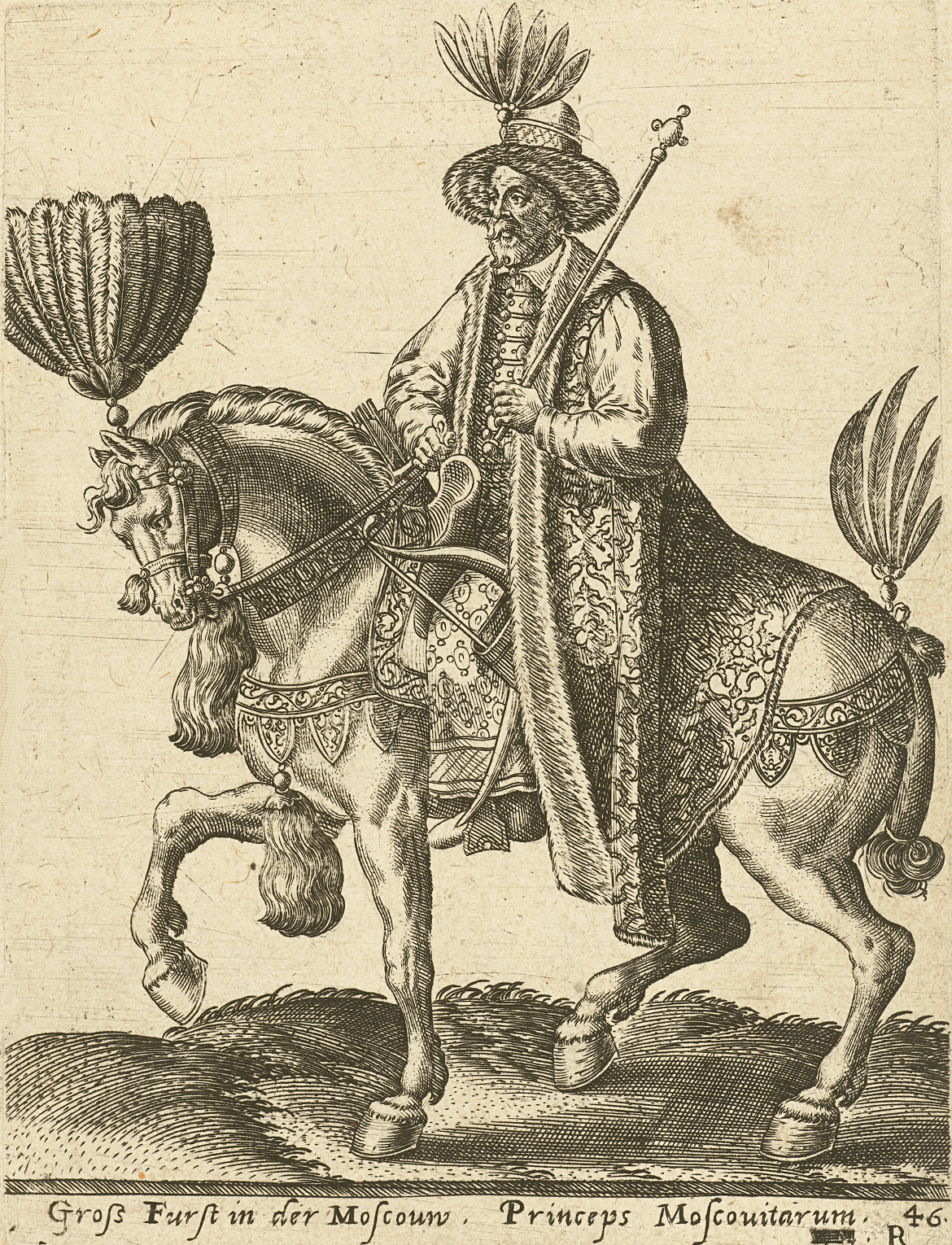
Великий князь в Москве, гравюра Авраама де Брейна.

Кня́жество (от др.-рус. кънѧзь) — монархическое государственное образование, во главе которого стоит князь.
Княжества, как области (края, страны), — владения, наиболее типичные для периода феодальной раздробленности того или иного централизованного государства. Во время господства удельной системы княжество, на которое был назначен великий князь, называлось — Великое княжество. В 1930-е годы, в Европе княжествами являлись Монако и Лихтенштейн.

## Название
В удельный период Древней Руси княжеством называлась область, управлявшейся князем, и в период феодальной раздробленности Руси назывались они по главному городу русской земли — Владимирское, Киевское, Новгородское, Черниговское и так далее. Период существования отдельных княжеств назывался удельным, от слова удел — доля того или иного князя из рода Рюриковичей, правивших в древней Руси.
В Священной Римской империи княжеством (нем. Fürstentum) называлось мелкое самостоятельное и вассальное светское владение во главе с фюрстом (князем, нем. fürst), занимавшего по рангу своего владетеля среднее место между герцогством и графством, но исторически гораздо древнее чем титул герцога и графа. Сам термин «княжество» уходит корнями в Древний Рим и происходит от Princeps senatus, что означает первый сенатор, отмечается, что практически все известные принцепсы сената — представители «старших родов» (лат. gentes maiores): Клавдиев, Корнелиев, Манлиев, Фабиев, Эмилиев, впоследствии подчеркнув главенство в роду тем, что Октавиан Август назначивший себя принцепсом сената и став императором, закрепив догму в юридическом праве, за главенством исторически за принцепсами-князьями, право владетелей в провинциях, впоследствии представители только таких семей могли назначаться на пост верховной власти. В Германии имелся титул природных князей — рейхсфюрст (нем. Reichsfürst) — имперский князь. В отличие от просто князя — фюрста, рейхсфюрсты имели право голоса абсолютного большинства (исключительное право), фюрсты же пожалованные, а также некоторые пожалованные, не природные имперские князья и вовсе не имели прав голоса в рейхстаге, а также права решающего голоса, в отличие от курфюрста.
Владения германо-римского князя (фюрста) именовались княжеством (нем. Fürstentum). В каждом германо-римском княжестве был только один князь  (фюрст), его дети носили титулы принцев (в независимых княжествах) или графов (в зависимых княжествах). Единственным германо-римским (немецким) княжеством, сохранившимся до наших дней, является княжество Лихтенштейн (нем. Fürstentum Liechtenstein), глава которого носит титул князя фон унд цу Лихтенштейн (нем. Fürst von und zu Liechtenstein).

## История
В Древней Руси первые княжества возникли в IX—начале X веков. В XI—XII веках из Древнерусского государства выделился ряд княжеств, которые в свою очередь дробились на уделы представителей княжеской семьи (удельные княжества). Именовались они по стольному городу (Рязанское, Владимирское и другие). Крупнейшие княжества, управлявшиеся великими князьями, назывались «великими». В конце XIV—начале XV веков крупные княжества Северо-Восточной Руси, называвшиеся великими, а также вассальные удельные княжества и княжества с центрами в Нижнем Новгороде, Твери, Рязани и других городах, утратили свою самостоятельность и были объединены вокруг Московского великого княжества в единое Русское централизованное государство.
А. А. Горский считает, что некритическое использование слова «княжество» для обозначения различных по типу и характеру политических образований приносит только «путаницу». Исследователь обратил внимание на то, что до конца XIV века слово «княжество» не встречается в древнерусских источниках, а те политические образования, которые традиционно в историографии обозначаются этим словом, в источниках назывались «землями» или «волостями». В актах Юго-Западной Руси термин «княжество» первоначально обозначал само княжеское достоинство.
В 1809—1917 годах Великим княжеством Финляндским называлось генерал-губернаторство в составе Российской империи.
В других государствах княжества (англ. Fürstentum, фр. Principauté и другие) также являлись государственными образованиями, типичными для периода феодальной раздробленности. В Германском союзе так называемые территориальные княжества продолжали существовать до её объединения и образования Германской империи (1871 год). Название княжества закрепилось на длительное время за Валахией и Молдавией (Дунайские княжества, правители которых носили название господарь); за Трансильванией. Княжеством в 1879—1908 годах была Болгария. До 1950 года туземные княжества существовали в Индии.
Некоторые княжества сохранились до новейшего времени: Лихтенштейн, Монако («карликовое» княжество), Андорра — в Западной Европе; арабские княжества (эмираты) района Персидского залива.